# Paula Quinteros
Paula Quinteros (Argentina, 20 de abril de 1980) es una periodista y empresaria hispanoargentina. Es la CEO de The Objective Media.

## Carrera
Paula Quinteros es la fundadora y CEO del grupo editorial El Estímulo Media y del periódico digital The Objective en España.  Paula comenzó su carrera en Venezuela como columnista en el Semanario Quinto Día, presentó y produjo programas de televisión en Televen y Globovisión, además de conducir el programa radial de política y filosofía Moleiro y Asociados en Onda, La Superestación. Posteriormente presentó, junto a Iván Loscher, el programa de corte cultural Dirección IP en el Circuito Éxitos. Antes de cumplir 30 años decide no estar más al frente a los micrófonos y dedicarse a lo que venía haciendo en paralelo, gestionar de medios de comunicación, según declaró al Diario Tal Cual en una conversación con el editor y expolítico Teodoro Petkoff.
En el año 2004, junto a al hoy reconocido entrepreneur de Silicon Valley, Meyer Malka, funda la revista Clímax, publicación especializada en cultura e investigación periodística. Clímax ha sido galardonada en 2017 y 2018 con el premio a la Excelencia Periodística de la Sociedad Interamericana de Prensa (SIP). El premio en 2018 lo gana por "El caso Odebrecht: corrupción y despilfarro en Venezuela", pieza periodística diferencial "por sus importantes argumentos para ilustrar con claridad rasgos distintivos del escándalo Odebrecht en el territorio venezolano, que lo diferencian de lo ocurrido en otros países; su utilización de ejemplos fehacientes sobre el retraso y abandono de las obras emprendidas por la constructora brasileña que sirvieron a intereses electorales", concluyó el jurado de la SIP.
En agosto de 2017, El Estímulo gana el Premio SIP a la Excelencia Periodística en la categoría Cobertura Noticiosa por el retrato de la crisis del hambre en Venezuela. "Una denuncia descarnada del desastre económico y social sostenido desde el poder dictatorial. Testimonios reveladores; fotografías impactantes", fue el comentario del jurado calificador. En 2018 El Estímulo fue finalista del concurso Excelencia Periodística de la SIP por la cobertura de las protestas al régimen de Nicolás Maduro.
A la par de su andadura con El Estímulo, en el año 2014 Quinteros adquiere la mayoría accionarial de The Objective Media y, en 2022, The Objective es reconocido como Mejor medio generalista en España, por el Club Abierto de Editores (CLABE).
En junio de 2023 fue galardonada con el premio a la Influencia en los IV Premios de la Comunicación de Dircomfidencial.
The Objective recibió el premio de Periodismo de la Asociación de Corresponsales de la Prensa Extranjera (ACPE) en septiembre de 2024. 

## Vida personal
Quinteros contrajo matrimonio en el archipiélago Los Roques en el año 2003 con el actor y productor colombiano Juan Pablo Raba, hoy afincado en Los Ángeles. La pareja se divorció en el año 2007. Luego de su divorcio Paula sostuvo un largo noviazgo con el empresario de medios Carlos Zuloaga Siso, antiguo accionista mayoritario de Globovisión. Y anterior a su matrimonio era conocida su relación con Lorenzo Vigas Castes, cineasta, ganador del León de oro a la mejor película en el LXXII Festival Internacional de Cine de Venecia. Su última relación sentimental conocida y discreta ha sido con Joaco Guëll, financiero catalán y ex marido de la portavoz del PP, Cayetana Álvarez de Toledo. 